# Chliara cresus
Chliara cresus är en fjärilsart som beskrevs av Pieter Cramer 1777. Chliara cresus ingår i släktet Chliara och familjen tandspinnare. Inga underarter finns listade i Catalogue of Life.